# Ichneumon aemulus
Ichneumon aemulus är en stekelart som först beskrevs av Tosquinet 1889.  Ichneumon aemulus ingår i släktet Ichneumon och familjen brokparasitsteklar. Inga underarter finns listade i Catalogue of Life.